# Лангтанг-Рі
Лангтанг-Рі (англ. Langtang Ri) — гора у гірському масиві Лангтанг-Гімал, у гірської системи Гімалаї, на кордоні Східної та Південної Азії, висотою — 7205 метрів. Розташована на кордоні зони Багматі (Непал), та Тибету (Китай).

## Географія
Вершина розташована у гірському масиві Лангтанг-Гімал, в центральній частині Гімалаїв на північ від долини річки Лангтанг Хола в адміністративній зоні Багматі, Центрального регіону Непалу, на кордоні Тибетського автономного району Китаю, за 10 км на захід-північний-захід від восьмитисячника Шишабангма (8027 м).
Абсолютна висота вершини 7205 метрів над рівнем моря. За цим показником вершина займає 106-те місце серед найвищих вершин світу. Відносна висота — 650 м. Топографічна ізоляція вершини відносно найближчої вищої гори Поронг Рі (7292 м), яка розташована на сході-північному сході, становить 3,21 км. Найвище сідло вершини, відносно якого вимірюється її відносна висота — 6555 м.

## Підкорення
Перше сходження на вершину відбулося через південний хребет спільною японсько-непальською експедицію у складі альпіністів Набору Ямада, Макіхіро Вакао, Соічі Насу, а також Анґ Ринджі Шерпа, 10 жовтня 1981 року під керівництвом Гідейка Уємацу. 11 жовтня на вершину піднялися альпіністи Мінору Ійзава та Ісаші Накаота.